# Hypaedalea insignis
Hypaedalea insignis là một loài bướm đêm thuộc họ Sphingidae. Nó được tìm thấy ở Sierra Leone to Gabon.